# Bozóky Mihály
Bozóky Mihály (Kicsind, 1755. – Pilismarót, 1829. május 16.) falusi kántor és jegyző.

## Élete
Bozóky Alajos jogakadémiai igazgató nagyapja volt. Iskoláit Esztergomban végezte, azután egy ideig mint nevelő és iskolasegéd működött. 1773-ban Dömösön kántortanító lett. Felesége a pilismaróti származású Paulovics Veronika volt, 9 gyerekük született. 1776-ban a vármegye Marót helység kántorává tette meg, hol mint tanítómester, a betegeknek orvosa, a szegények gyámolítója közkedveltségnek örvendett.
1803-ban Jean de La Fontaine: Faon és Hersze című meséjét, majd Wieland: Téli rege című művét fordította magyarra, s adta ki Pozsonyban.
A pilismaróti iskolamester a korabeli írók egy részével gyakori levelezésben állt, az Országos Széchényi Könyvtár több, 1800 körül írt levelét őrzi.

## Munkái
- 1. Katolikus karbéli kótás énekes könyv. Vácz, 1797.
- 2. Faon és Hersze. La Fontaine után. Széphalom, 1803.
- 3. Téli rege. Wielandtól. Pozsony. 1804.
- 4. A jól meghalásra serkentő magyar egyházi énekes-könyv. Vácz és Nagyvárad, 1806. (Ujabb kiadása. Pest, 1857.)
- 5. Az estvének természeti rajza. H. és év n.
- Levele Kovachich Márton Györgyhöz Marótról 1806. szept. 4. és verse Hajóssy Kovachich Johanna arcképére (az Országos Széchényi Könyvtár kézirattárában).
- Kéziratban: Evagyéliomi szent lant, az ev 52 vasárnapjára rendelt evangyéliumok versekben, valamint Jeremias siralmai.